# Rinneit
Rinneit ist ein sehr seltenes Mineral aus der Mineralklasse der Halogenide. Es kristallisiert im trigonalen Kristallsystem mit der chemischen Formel K3NaFe2+Cl6 und bildet selten idiomorphe Kristalle, meist massive Körner, die transparent und in reinem Zustand farblos, sonst rosa, violett, braun oder gelb sind. Es ist isostrukturell zu Chlormanganokalit.

## Besondere Eigenschaften
Das Mineral ist wasserlöslich. In Ethanol zersetzt es sich unter Bildung von Eisenchlorid. 

## Etymologie und Geschichte
Rinneit wurde erstmals 1909 von Hendrik Enno Boeke in der Typlokalität Wolkramshausen in Thüringen (Deutschland) gefunden. Es wurde nach dem deutschen Mineralogen und Kristallographen Friedrich Rinne benannt.

## Klassifikation
Rinneit zählt zur Mineralklasse der Halogenide. In der 8. Auflage der Systematik nach Strunz bildet es dabei mit Chlormanganokalit eine Untergruppe der wasserhaltigen Doppelhalogenide. In der 9. Auflage zählt es zu den komplexen Halogeniden und bildet wieder mit Chlormanganokalit eine Untergruppe der Halogenide mit MX6-Komplexen, wobei M Eisen, Mangan oder Kupfer sein kann. 
In der Systematik nach Dana bildet es eine eigene Untergruppe der komplexen Halogenide - Aluminiumfluoride mit der Formel (A)mB(X)6.

## Bildung und Fundorte
Rinneit findet sich in Salzlagerstätten, die sich beim Austrocknen von Meeresteilen gebildet haben. Es ist ein Sekundärmineral in  Evaporit-Lagerstätten. Auch als Sublimat in Vulkanen kann sich Rinneit bilden. Das Mineral ist vergesellschaftet mit Halit, Sylvin, Kieserit, Carnallit, Langbeinit und Anhydrit. 
Funde des Minerals sind vor allem aus Deutschland bekannt. Dort wurde es in verschiedenen Salzlagerstätten in Hänigsen, Wathlingen, Diekholzen, Groß Giesen und Schwarmstedt in Niedersachsen, Stassfurt in Sachsen-Anhalt sowie Wolkramshausen und Bad Salzungen in Thüringen gefunden. Weitere Fundorte sind die iranische Provinz Hormozgan, der Vesuv in Italien, Eskdale in England und Austin County in Texas, Vereinigte Staaten.

## Kristallstruktur
Rinneit kristallisiert im trigonalen Kristallsystem in der Raumgruppe R3c (Raumgruppen-Nr. 167) mit den Gitterparametern a = 11,98 Å und c = 13,84 Å, sowie sechs Formeleinheiten pro Elementarzelle.